# 马贤凯
马贤凯（1927年—），男，上海人，中国分子生物学家，曾任军事医学科学院基础医学研究所研究员、博士生导师。